# Zastavna (huyện)
Huyện Zastavna (tiếng Ukraina: Заставнівський район, chuyển tự: Zastavnas’kyi raion) là một huyện của tỉnh Chernivtsi thuộc Ukraina. Huyện Zastavna có diện tích 619 kilômét vuông, dân số theo điều tra dân số ngày 5 tháng 12 năm 2001 là 56306 người với mật độ 91 người/km2. Trung tâm huyện nằm ở Zastavna.